# José I do Sacro Império Romano-Germânico
José I (Viena, 26 de julho de 1678 – Viena, 17 de abril de 1711) foi Imperador Romano-Germânico e Arquiduque da Áustria de 1705 até sua morte. Era filho do imperador Leopoldo I e sua terceira esposa Leonor Madalena de Neuburgo.
José continuou a Guerra da Sucessão Espanhola que tinha começado sob seu pai contra o rei Luís XIV da França, tentando sem sucesso colocar seu irmão o arquiduque Carlos como o Rei da Espanha. Mesmo assim, conseguiu estabelecer o domínio austríaco sobre a península Itálica graças às vitórias militares do príncipe Eugénio de Saboia.

## Casamento e descendência
Em 1699, casou com Guilhermina Amália de Brunsvique-Luneburgo, em Viena. Eles tiveram três filhos e seu único filho morreu de hidrocefalia antes de seu primeiro aniversário. José tinha uma paixão por casos de amor (nenhum dos quais resultou em filhos ilegítimos) e contraiu uma infecção sexualmente transmissível, provavelmente a sífilis, que transmitiu para sua esposa enquanto eles estavam tentando gerar um novo herdeiro. Este incidente tornou-a estéril. Seu pai, que ainda estava vivo durante esses eventos, fez com que José e seu irmão Carlos assinassem o Pacto Mútuo da Sucessão, assegurando que as filhas de José teriam precedência absoluta sobre as filhas de Carlos, nenhuma das quais nasceu na época, e que Maria Josefa herdaria ambos os reinos austríaco e espanhol.
| Nome                                                               | Retrato | Tempo de Vida                                  | Observações                                                                                             |
| ------------------------------------------------------------------ | ------- | ---------------------------------------------- | --- |
| Maria Josefa Rainha da Polônia                                     |         | 8 de dezembro de 1699 – 17 de novembro de 1757 | Arquiduquesa da Áustria, casada com Augusto III, Rei da Polônia e Eleitor da Saxônia, com descendência. |
| Leopoldo José                                                      |         | 29 de outubro de 1700 – 4 de agosto de 1701    | Arquiduque da Áustria, morreu na infância.                                                              |
| Maria Amália Imperatriz Consorte do Sacro-Império Romano-Germânico |         | 22 de outubro de 1701 – 11 de dezembro de 1756 | Arquiduquesa da Áustria, casada com Carlos VII do Sacro Império Romano-Germânico, com descendência.     |

## Ascendência
| Árvore Genealógica do Imperador José I.                         | Árvore Genealógica do Imperador José I.                                                               | Árvore Genealógica do Imperador José I.                                                | Árvore Genealógica do Imperador José I.                                                | Árvore Genealógica do Imperador José I.                                                               | Árvore Genealógica do Imperador José I.                                                                      | Árvore Genealógica do Imperador José I.                                                                      | Árvore Genealógica do Imperador José I.                                                          | Árvore Genealógica do Imperador José I.                                                      |
| --------------------------------------------------------------- | --- | -------------------------------------------------------------------------------------- | -------------------------------------------------------------------------------------- | --- | --- | --- | ------------------------------------------------------------------------------------------------ | -------------------------------------------------------------------------------------------- |
| Bisavós                                                         | Arquiduque Carlos II da Áustria (Innerösterreich) (1540–1590) ⚭ 1571 Maria Ana da Baviera (1551–1608) | Duque Guilherme V da Baviera (1548–1626) ⚭ 1568 Renata de Lorena (1544–1602)           | Rei Filipe II de Espanha (1527–1598) ⚭ 1570 Ana de Áustria (1549–1580)                 | Arquiduque Carlos II da Áustria (Innerösterreich) (1540–1590) ⚭ 1571 Maria Ana da Baviera (1551–1608) | Duque Felipe Luís, Conde Palatino de Neuburgo (1547–1614) ⚭ 1574 Ana de Jülich-Cleves-Berg (1552–1591)       | Duque Guilherme V da Baviera (1548–1626) ⚭ 1568 Renata de Lorena (1544–1602)                                 | Landgrave Ludovico V de Hesse-Darmstadt (1577–1626) ⚭ 1598 Magdalena de Brandemburgo (1582–1616) | Eleitor Jorge I da Saxônia (1585–1656) ⚭ 1607 Magdalena Sibila da Prússia (1586–1659)        |
| Avós                                                            | Imperador Ferdinando II (1578–1637) ⚭ 1600 Maria Ana da Baviera (1574–1616)                           | Imperador Ferdinando II (1578–1637) ⚭ 1600 Maria Ana da Baviera (1574–1616)            | Rei Filipe III de Espanha (1578–1621) ⚭ 1599 Margarida da Áustria (1584–1611)          | Rei Filipe III de Espanha (1578–1621) ⚭ 1599 Margarida da Áustria (1584–1611)                         | Conde Palatino Wolfgang Guilherme do Palatinado-Neuburgo (1578–1653) ⚭ 1613 Magdalena da Baviera (1587–1628) | Conde Palatino Wolfgang Guilherme do Palatinado-Neuburgo (1578–1653) ⚭ 1613 Magdalena da Baviera (1587–1628) | Landgrave Jorge II de Hesse-Darmstadt (1605–1661) ⚭ 1627 Sofia Leonor da Saxônia (1609–1671)     | Landgrave Jorge II de Hesse-Darmstadt (1605–1661) ⚭ 1627 Sofia Leonor da Saxônia (1609–1671) |
| Pais                                                            | Imperador Leopoldo I (1640–1705) ⚭ 1676 Leonor Madalena Teresa de Neuburgo (1655–1720)                | Imperador Leopoldo I (1640–1705) ⚭ 1676 Leonor Madalena Teresa de Neuburgo (1655–1720) | Imperador Leopoldo I (1640–1705) ⚭ 1676 Leonor Madalena Teresa de Neuburgo (1655–1720) | Imperador Leopoldo I (1640–1705) ⚭ 1676 Leonor Madalena Teresa de Neuburgo (1655–1720)                | Imperador Leopoldo I (1640–1705) ⚭ 1676 Leonor Madalena Teresa de Neuburgo (1655–1720)                       | Imperador Leopoldo I (1640–1705) ⚭ 1676 Leonor Madalena Teresa de Neuburgo (1655–1720)                       | Imperador Leopoldo I (1640–1705) ⚭ 1676 Leonor Madalena Teresa de Neuburgo (1655–1720)           | Imperador Leopoldo I (1640–1705) ⚭ 1676 Leonor Madalena Teresa de Neuburgo (1655–1720)       |
| José I (1678–1711), Imperador do Sacro Império Romano-Germânico | |                                                                                        |                                                                                        | | | |                                                                                                  |                                                                                              |

Como em muitos outros membros da Casa de Habsburgo, a endogamia é evidente em José I. Ele tinha apenas 12 bisavós em vez dos 16 usuais, pois do lado paterno seu bisavô Ferdinando II e sua bisavó Margarida da Áustria eram irmãos, o que fazia com que seus avós paternos, o Imperador Ferdinando III e Maria Ana de Espanha, fossem primos. Além disso, as suas bisavós paternas e maternas, Magdalena da Baviera e Maria Ana da Baviera, também eram irmãs, o que tornava o avô paterno de José, Ferdinando III, primo do avô materno, o Eleitor Filipe Guilherme.